# Gregor Tarkovič
Mons. Gregor Tarkovič (21. listopadu 1745, Pasika – 16. ledna 1841, Prešov) byl první řeckokatolický biskup eparchie Prešov.

## Život
Narodil se 21. listopadu 1745 v Pasice (Berežská župa; dnes Ukrajina). Jeho otec byl učitel a dědeček řeckokatolický kněz (řeckokatolické farní duchovenstvo není vázáno celibátem).
Navštěvoval gymnasium v Užhorodě. Filosofická studia absolvoval v Oradei a teologická ve Vídni. Dne 1. ledna 1779 byl vysvěcen na kněze. po vysvěcení působil jako profesor teologie v Užhorodě. Roku 1793 byl jmenován farářem v Hajdúdorogu a roku 1797 farářem v Užhorodu, kde působil až do roku 1803. Tohoto roku odešel do Budapešti, kde se stal cenzorem slovanských knih.
Roku 1813 se stal vikářem v Košicích a o dva roky později kapitulním vikářem v Mukačevě.
Roku 1815 vytvořil císař František I. Rakouský na základě patronátního práva prešovskou eparchii a otce Gregora jmenoval prvním biskupem, to se stalo dne 13. března 1816. Svatý stolec potvrdil jeho nominaci 26. září 1818. Biskupské svěcení přijal 17. června 1821 v monastýru Sestoupení Ducha svatého z rukou biskupa Alexeje Pócsiho. Stála před ním velká úloha zorganizovat novou eparchii.
Zemřel 16. ledna 1841 v Prešově.
Jeho tělo odpočívá v Chrámu sv. Jana Křtitele v Prešově.